# Riocreuxia alexandrina
Riocreuxia alexandrina är en oleanderväxtart som först beskrevs av Huber, och fick sitt nu gällande namn av Robert Allen Dyer. Riocreuxia alexandrina ingår i släktet Riocreuxia och familjen oleanderväxter. Inga underarter finns listade i Catalogue of Life.